# 津田沼統括センター
津田沼統括センター（つだぬまとうかつセンター）は、東日本旅客鉄道（JR東日本）千葉支社の駅・運転士・車掌を所管する組織である。
2024年3月16日に津田沼営業統括センター、習志野運輸区を統合して発足。

## 所管

### 駅
- 津田沼駅 - 所長所在駅
- 幕張本郷駅
- 幕張駅
- 新検見川駅★

★: JR東日本ステーションサービスに業務委託

### 乗務ユニット
- 津田沼駅近傍に設置（旧習志野運輸区）
- 担当線区（運転士）
  - 中央・総武緩行線：全線
  - 総武快速線 : 東京駅 - 千葉駅間
- 担当線区（車掌）
  - 中央・総武緩行線：全線
- 習志野乗務構内（旧習志野運輸区構内）の管理

## 歴史
- 2022年10月1日 - 津田沼営業統括センター（津田沼、幕張本郷、幕張各駅の統合）が発足。
- 2024年3月16日 - 津田沼営業統括センターに、習志野運輸区を統合して津田沼統括センター発足。津田沼営業統括センター、習志野運輸区を廃止する。